# 阿拉亚斯
阿拉亚斯（葡萄牙語：Arraias）是巴西托坎廷斯州的一个市镇。总面积5786.844平方公里，总人口10626人，人口密度1.8人/平方公里。